# Carlo Rezzonico
Carlo Rezzonico, iuniore (né le 25 avril 1724 à Venise, alors capitale de la république de Venise et mort le 26 janvier 1799 à Rome) est un cardinal italien du XVIIIe siècle.
Il est le frère du cardinal Giovanni Battista Rezzonico (1770) et le neveu du pape Clément XIII (1758-1769).

## Biographie
Carlo Rezzonico exerce diverses fonctions au sein de la Curie romaine. Il est fait secrétaire des mémoriaux par son oncle le Pape Clément XIII peu de temps après son élection au pontificat, au cours de sa carrière ecclésiastique il siège notamment au Tribunal suprême de la Signature apostolique et est fait président de la Chambre apostolique.
Le pape Clément XIII le crée cardinal in pectore lors du consistoire du 11 septembre 1758, la première création du nouveau pape. La publication suit le 2 octobre 1758.
Le cardinal Razzonico est nommé vice-chancelier, camerlingue de la Sainte Église à partir de 1763 et camerlingue du Sacré Collège en 1764.
Il participe au conclave de 1769, lors duquel Clément XIV est élu pape, et à celui de 1774-1775 (élection de Pie VI). Il est encore vice-doyen du Collège des cardinaux, archiprêtre de la basilique Saint-Jean de Latran et secrétaire de la Congrégation de l'Inquisition (1777-1799).
Il meurt le 26 janvier 1799 après un cardinalat de 40 ans et 137 jours, de septembre 1758 à janvier 1799.

## Succession apostolique
Carlo Rezzonico a ordonné les évêques suivants :
- Patriarche Federico Maria Giovanelli (1773)
- Évêque Marco Molin (en), O.S.B. (1773)
- Évêque Simon Spalatin (1775)
- Cardinal Giovanni Andrea Archetti (1775)
- Évêque Bonifacio Da Ponte (it), O.S.B.Cam. (1776)
- Évêque Giovanni Domenico Straticò (it), O.P. (1776)
- Évêque Pietro Marco Zaguri (it) (1777)
- Évêque Girolamo Enrico Beltramini-Miazzi (it) (1777)
- Archevêque Gregorio Lazzari, O.S.B. (1777)
- Évêque Ivan Dominik Juras (it) (1778)
- Évêque Diodato Maria Difnico, C.R.L. (1778)
- Évêque Bernardo Bocchini, O.F.M.Cap. (1778)
- Patriarche Francesco Maria Fenzi (de) (1779)
- Évêque Antonio Maria Gardini (it), O.S.B. (1782)
- Évêque Francesco Saverio Cristiani (de), O.E.S.A. (1782)
- Évêque Sebastiano Alcaini (it), C.R.S. (1785)
- Archevêque Nicola Buschi (1785)
- Cardinal Antonio Dugnani (1785)
- Évêque Carlo Fabi (1785)
- Évêque Francesco Mercati (1785)
- Cardinal Pietro Antonio Zorzi, C.R.S. (1786)
- Évêque Bernardo Maria Carenzoni (it), O.S.B.Oliv. (1786)
- Archevêque Francesco Saverio Passari (it) (1786)
- Évêque Bernardino Marin (it), C.R.L. (1788)